# Parafia św. Andrzeja Apostoła w Broku
Parafia pw. Świętego Andrzeja Apostoła w Broku – rzymskokatolicka parafia należąca do dekanatu Ostrów Mazowiecka – Chrystusa Dobrego Pasterza, diecezji łomżyńskiej, metropolii białostockiej. Siedziba parafii mieści się w Broku, przy Placu Kościelnym.

## Historia
Parafia została erygowana w XIII wieku. 
Do 1795 roku na obszarze parafii leżały okoliczne miejscowości, w tym Kępa, Morzyczyn i Płatkownica leżące za rzeką. Po rozbiorach rzeka stała się granicą i te miejscowości przyłączono do sąsiedniej parafii Sadowne.
W 1804 roku na obszarze parafii Brok leżały: Brok, Bojany, Borowe, Czuraj, Glina, Kaczkowo, Klukowo, Laskowice, Małkinia Dolna, Małkinia Górna, Nagoszewo, Przywóz, Puzdrowizna, Ruda, Sumiężne, Tartowizna i Turka
W 1869 roku do parafii przyłączono osady leśne Antonowo i Feliksowo.  
Gdy przed I wojną światową utworzono parafię Małkinia, odłączono do niej, należące dotąd do parafii w Broku, miejscowości: Borowe, Klukowo, Małkinia Dolna, Małkinia Górna i Przywóz.
W 1913 w parafii znalazły się wsie Fidury i Nagoszewka
W 1998 roku na obszarze parafii leżały: Brok, Bojany, Glina, Kaczkowo Nowe, Kaczkowo Stare, Laskowizna, Nagoszewo, Nagoszewka Pierwsza, Nagoszewka Druga, Puzdrowizna, Sumiężne i Turka. Parafia liczyła 3965 wiernych.
W 1990 roku otwarto kaplicę w Glinie, a w 1995 roku w Nagoszewce.

## Miejsca święte

### Kościoły filialne i kaplice
- Kaplica w Glinie[1]
- Kaplica w Nagoszewce[1]

## Obszar parafii

### Miejscowości i ulice
W granicach parafii znajdują się miejscowości:

- Brok,
- Bojany (6 km),
- Glina (8 km),
- Kaczkowo Nowe (8 km),
- Kaczkowo Stare (7 km),
- Laskowizna (5 km),
- Nagoszewka (12 km),
- Nagoszewo (10 km),
- Puzdrowizna (4 km),
- Sumiężne (8 km),
- Turka (7 km).

## Galeria

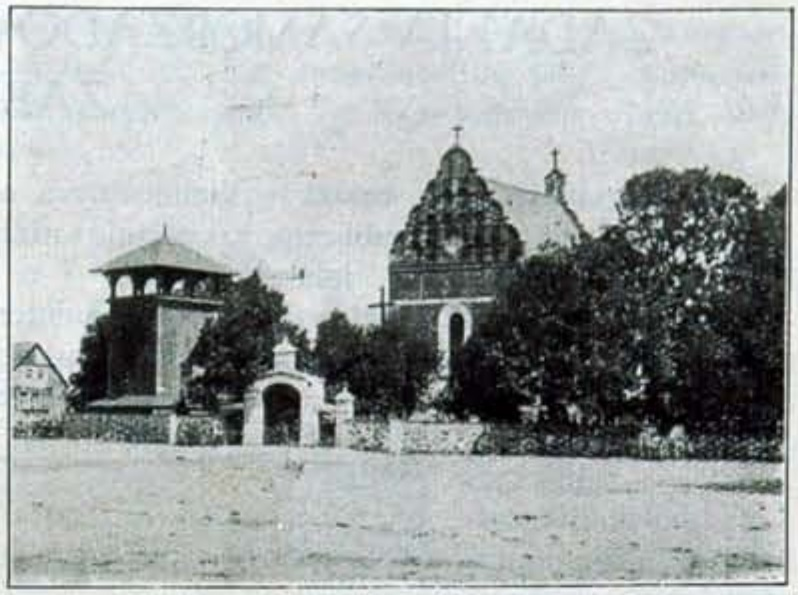
Kościół parafialny ok. 1929 r.
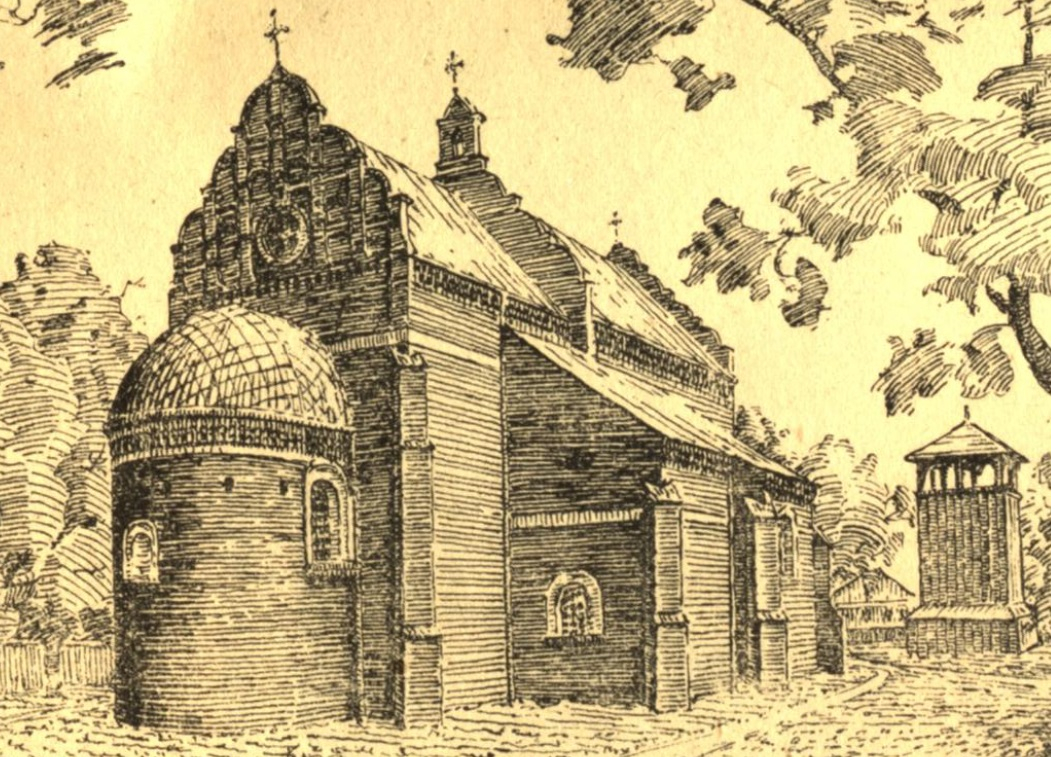
Rysunek kościoła z ok. 1937 r.